# Еърбъс А320
Еърбъс А320 (на английски: Airbus A320) е основният модел на Еърбъс за регионален пътнически самолет за къси и средни разстояния. Той е член на моделното семейство Airbus, произвеждани от европейския консорциум Airbus SAS. Членовете на моделното семейство са A318, A319, A320, и A321, както и ACJ бизнес джет.
A320 e пуснат на пазара през март 1984 г. За първи път полетя на 22 февруари 1987 г. Той е представен през април 1988 г. от Air France. Първият член на семейството е последван от по-дългия A321 (за първи път доставен през януари 1994 г.), по-късия A319 (април 1996 г.) и още по-късия A318 (юли 2003 г.). Окончателното сглобяване се провежда в Тулуза, Франция; Хамбург в Германия; Тиендзин в Китай от 2009 г . и в Mobile, Алабама, САЩ от април 2016 г.
Доставеният за първи път през 1988 A320 е първият граждански самолет, който използва електродистанционна система за управление (т.нар. fly-by-wire). С над 3000 продадени самолета, семейството А320 се нарежда на второ място по брой продажби след основния си конкурент Боинг 737.

## Предпоставки
След първоначалния успех на Еърбъс A300, от европейския самолетостроителен консорциум започват проектирането на нов модел, чиято цел била да замени най-популярния за този период самолет Боинг 727. Новият Еърбъс A320 щял да бъде със същия капацитет, като в същото време трябвало да притежава подобрени характеристики. Цифровизацията на А320 трябвало да представлява огромен скок пред изцяло аналоговата технология на Боинг 727 и да изпревари и тази при ранните модели на Боинг 737.
След петролната криза от 1970 г., пред Еърбъс стоял въпроса за драстично намаляване на експлоатационните разходи на новия А320. За постигане на това, Еърбъс въвежда технологии, познати дотогава предимно теоретично. Сред тях са системата за управление fly-by-wire и конструкция с използването на композитни материали. Управление на положението на центъра на тежестта, EFIS дисплеи и др. Резултатът бил 50% по-нисък разход на гориво в сравнение с Боинг 727.

## Производство и продажби
Компоненти от различни фабрики на Airbus се транспортират за сглобяване до Летище Хамбург-Финкенвердер (XFW) за моделите A318/A319/A321 и до Летище Тулуза за A320.
Продадените на Китай самолети от тип A320, чиито доставки ще са между 2009 и 2012 година, ще бъдат произведени в Китай.
В досието на А320 не липсват инциденти поради това, че той е един от най-използваните самолети не само в Европа, но вече и в световен мащаб. Поради големия търговски успех излизат три нови модела от семейството Еърбъс А318, Еърбъс A319 и Еърбъс A321. Поради компактните си размери, евтината поддръжка, големия брой места и ниския разход на гориво той привлича големи клиенти, като Луфтханза и Ер Франс.